# Thomas F. Burchill

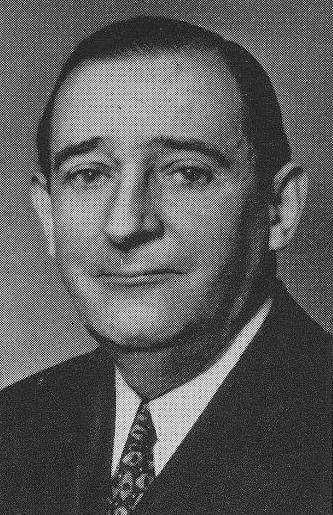
Thomas F. Burchill, 1944

Thomas Francis Burchill (* 3. August 1882 in New York City; † 28. März 1960 ebenda) war ein US-amerikanischer Politiker. Zwischen 1943 und 1945 vertrat er den Bundesstaat New York im US-Repräsentantenhaus.

## Werdegang
Thomas Francis Burchill besuchte die St. Francis Xavier High School in New York City und ging dann auf die Niagara University in Niagara Falls, welche er mit einem Bachelor of Arts wieder verließ. Er arbeitete als Auktionator und Gutachter (appraiser), ging aber auch nach 1900 in New York City Versicherungsgeschäften nach. Burchill saß zwischen 1919 und 1924 in der New York State Assembly und zwischen 1924 und 1938 im Senat von New York. 1938 war er Mitglied in der New York World’s Fair Commission. Politisch gehörte er der Demokratischen Partei an.
Bei den Kongresswahlen des Jahres 1942 für den 78. Kongress wurde Burchill im 15. Wahlbezirk von New York in das US-Repräsentantenhaus in Washington, D.C. gewählt, wo er am 4. Januar 1943 die Nachfolge von Michael J. Kennedy antrat. Da er auf eine erneute Kandidatur im Jahr 1944 verzichtete, schied er nach dem 3. Januar 1945 aus dem Kongress aus.
Nach seiner Kongresszeit ging er in New York City wieder seinen früheren Geschäften nach. Er war als Consultant und Alien Property Custodian tätig. Am 28. März 1960 starb er in New York City und wurde auf dem Gate of Heaven Cemetery in Hawthorne beigesetzt.